# Parniewicze (leśniczówka)
Parniewicze – dawna leśniczówka. Tereny na których leżała, znajdują się obecnie na Białorusi, w obwodzie witebskim, w rejonie postawskim, w sielsowiecie Wołki.

## Historia
W dwudziestoleciu międzywojennym leśniczówka leżała w Polsce, w województwie wileńskim, w powiecie duniłowickim (od 1926 postawskim), w gminie Duniłowicze.
W 1931 w 2 domach zamieszkiwało 8 osób.
Miejscowość należała do parafii rzymskokatolickiej w Duniłowiczach. Podlegała pod Sąd Grodzki w Duniłowiczach i Okręgowy w Wilnie; właściwy urząd pocztowy mieścił się w Duniłowiczach.
W 1938 roku leśniczówka należała do gromady Kality gminy Duniłowicze.